# Michel-Ofik Nzege
Michel-Ofik Nzege (Ginevra, 14 ottobre 1992) è un cestista svizzero.

## Palmarès
- Coppa di Svizzera: 1

Lions de Genève: 2021
- Coppa di Lega svizzera: 2

Lions de Genève: 2021
Fribourg Olympic: 2025